# Кримський республіканський музей О. С. Пушкіна
Республіканський музей О. С. Пушкіна — музей російського поета Олександра Сергійовича Пушкіна, відділення Ялтинського історико-літературного музею. Розташований у Гурзуфі, на території санаторію «Пушкіно» (Гурзуфський парк) за адресою: вулиця Набережна, 3. Відкритий 4 червня 1989 року.

## Історія
Будинок, у якому розташований музей — двоповерховий кам'яний особняк, побудований у 1808–1811 роках генерал-губернатором Новоросії, герцогом Арманом Рішельє. Господар рідко бував у маєтку, більшу частину часу в ньому відпочивали його друзі і знайомі. Саме в ньому в серпні—вересні 1820 року зупинився О. С. Пушкін під час своєї подорожі Кримом. Пушкін приїхав із родиною генерала М. М. Раєвського, героя Вітчизняної війни 1812 року. Тут він працював над поемою «Кавказький бранець», написав декілька ліричних віршів; деякі з них присвячені дочкам М. М. Раєвського — Олені та Марії. Тут виник у поета задум поеми «Бахчисарайський фонтан», а також задум роману «Євгеній Онєгін». Наприкінці життя він згадував про Крим: «Там колиска мого Онєгіна».
Рішення про створення музею було прийнято в 1922 році, однак у тому році він так і не відкрився. Сталося це тільки 1938 року, за ініціативою вченого-пушкініста Бориса Вікторовича Томашевського, якого називали «пушкіністом за покликанням, кримчанином за духом». Довоєнний музей проіснував всього три роки. У роки радянсько-німецької війни він закрив свої двері для відвідувачів, експонати були евакуйовані і вивезені в невідомому напрямку. Відновив свою роботу музей 4 червня 1989 року.

## Експозиція
Основна експозиція розповідає про перебування Пушкіна в Криму, про його творчість і про історію Південного Берега на початку XIX століття. У ній представлені рідкісні портрети, гравюри і літографії видів Криму першої половини XIX століття, предмети побуту пушкінської епохи.
Діють виставка «Пушкін і Крим», меморіальний кабінет Бориса Томашевського — вченого-пушкініста, а також експозиція, присвячена історії курорту Гурзуф.